# Zofia Bajuk
Zofia Bajuk-Pieczul (ur. 13 kwietnia 1935, zm. 4 września 2022) – polska aktorka teatralna i filmowa.

## Życiorys
Była członkinią zespołów: Bałtyckiego Teatru Dramatycznego w Koszalinie (1955–1957),  Teatrów Dramatycznych w Szczecinie (1957–1959), Teatru im. Wandy Siemaszkowej w Rzeszowie (1959–1960), Teatru im. Juliusza Osterwy w Lublinie (1960–1963), Teatru im. Juliusza Słowackiego w Krakowie (1963–1965), Teatru Wybrzeże w Gdańsku (1965–1980), Teatru Dramatycznego w Elblągu (1980–1981) oraz Teatru Żydowskiego w Warszawie (1982–1990). Wystąpiła również w pięciu przedstawieniach Teatru Telewizji (1969–1963) oraz siedmiu spektaklach teatru Polskiego Radia (1967–1976).
Pochowana na Cmentarzu Srebrzysko w Gdańsku.

## Nagrody i odznaczenia
- 1961 – I Kaliskie Spotkania Teatralne – wyróżnienie za rolę Księżniczki w przedstawieniu Sułkowski Stefana Żeromskiego
- 1961 – Nagroda miasta Lublina
- 1973 – Srebrny Krzyż Zasługi
- 2007 – Krzyż Kawalerski Orderu Odrodzenia Polski
- 2018 – Nagroda ZASP z okazji Dnia Artysty Weterana[4]

## Filmografia
- Sanatorium pod Klepsydrą (1973) – królowa Elżbieta, postać w panoptikum
- Olśnienie (1976)
- Królowa pszczół (1977) – matka Roberta
- Azyl (1978) – Błędkowa
- Austeria (1982) – Mina
- Dziewczęta z Nowolipek (1985)